# الحولي (دوعن)
'

تعديل مصدري - تعديل

الحولي هي إحدى قرى عزلة صيف بمديرية دوعن التابعة لمحافظة حضرموت، بلغ تعداد سكانها 6 نسمة حسب تعداد اليمن لعام 2004.